# Diana Eöri
Diana Eöri (28 de julio de 1970) es una deportista húngara que compitió en esgrima, especialista en la modalidad de espada. Ganó cuatro medallas en el Campeonato Mundial de Esgrima entre los años 1989 y 1991.

## Palmarés internacional
| Campeonato Mundial | Campeonato Mundial      | Campeonato Mundial | Campeonato Mundial |
| Año                | Lugar                   | Medalla            | Prueba             |
| ------------------ | ----------------------- | ------------------ | ------------------ |
| 1989               | Denver (Estados Unidos) | Medalla de oro     | Espada por equipos |
| 1990               | Lyon (Francia)          | Medalla de plata   | Espada individual  |
| 1990               | Lyon (Francia)          | Medalla de plata   | Espada por equipos |
| 1991               | Budapest (Hungría)      | Medalla de oro     | Espada por equipos |